# Budi Daya
Budi Daya is een bestuurslaag in het regentschap Lampung Selatan van de provincie Lampung, Indonesië. Budi Daya telt 2038 inwoners (volkstelling 2010).